# Miercurea Nirajului
Miercurea Nirajului (ungarsk: Nyárádszereda ungarsk udtale: [ˈɲaːraːt.sɛrɛdɒ]) er en by i distriktet Mureș  i Rumænien. Den ligger i  regionen  Szeklerland (en) (Se også: Szekler) en etnokulturel region i det østlige Transsylvanien. Byen har 5.414 (2021) indbyggere.
Følgende syv landsbyer er administreret af byen:
- Beu / Székelybő
- Dumitreștii / Demeterfalva
- Laureni / Kisszentlőrinc
- Moșuni / Székelymoson
- Șardu Nirajului / Székelysárd
- Tâmpa / Székelytompa
- Veța / Vece

Byen er stedet for Miercurea Nirajului gasfeltet.

## Historie
Dens første skriftlige omtale er fra 1493 som Oppidum Zereda. István Bocskay blev valgt her som prins af Transsylvanien i 1604.
Indtil 1918 hørte byen til Komitat Maros-Torda i Kongeriget Ungarn. Efter Den ungarsk-rumænske krig i 1918-19 og Trianon-traktaten i 1920 blev den en del af Rumænien.